# Tabla Golovin-Sivtsev

Tabla Golovin–Sivtsev.

La tabla Golovin–Sivtsev (del ruso: Таблица Головина-Сивцева) es un recurso dual —mediante literales cirílicas e icónico— estandarizado para evaluar la agudeza visual, desarrollado en 1923 por los oftalmólogos soviéticos Sergei Golovin y D. A. Sivtsev.
En la URSS era la tabla más común de su clase. En 2008 aún se usaba ampliamente en varios estados postsoviéticos.
Consta de dos partes, de 12 líneas cada una. La letra D, ubicada a la izquierda de cada fila, indica la distancia, expresada en metros, desde la cual una persona de agudeza visual de 1.0 puede leer la línea correspondiente. Un valor V indicado a la derecha equivale a la agudeza visual mínima requerida para leer la fila desde una distancia de cinco metros. Las líneas representan valores de agudeza visual entre 0.1 y 2.0.
La parte izquierda consta de una serie de letras cirílicas: Ш, Б, М, Н, К, Ы, y И, en un arreglo ordenado. En la primera fila el tamaño de un carácter es 70 mm; en la segunda, 35 mm; en la última, 7 mm. La anchura de cada carácter es igual a su altura.
Los signos de la parte derecha de la tabla son símbolos de Landolt.